# Золтан Вагнер
Золтан Вагнер (Нови Сад, 14. јануар 1956 — 2016) био је југословенски и хрватски филмски и ТВ монтажер.
Дипломирао је на Академији драмских умјетности у Загребу - одсек филмска и ТВ монтажа.
Сарађивао је са Зораном Чалићем, Драгославом Лазићем, Миланом Јелићем, Златком Лаванићем, Живорадом Томићем а потписао је као монтажер и филмове Живка Николића (Лепота порока, У име народа, Искушавање ђавола).
Од 1990 године запошљава се на ХРТ. Радио је за документарни, забавни, образовни и дечији програм и емисије попут Плодови земље, Кро поп рок, Хртић хитић, Бриљантин и Црно бијело у боји.
Монтирао је више од 10 играних и ТВ филмова те више од 50 документараца.
Добитник је више награда за монтажу:
- Фестивал документарног филма у Београду
- Фестивал европског и независног филма у Новом Саду 2010
- Фестивал хрватских католичких филмова у Ријеци 2015

Преминуо је 2016 године.

## Монтажа филмова
| Год.      | Назив                          | Улога                        |
| --------- | ------------------------------ | ---------------------------- |
| 1980.е    |                                |                              |
| 1984.     | Лазар                          | монтажа звука                |
| 1984.     | Пријатељи (кратак филм)        | монтажер                     |
| 1984.     | Шта се згоди кад се љубав роди | монтажер                     |
| 1985.     | У затвору                      | асистент редитеља            |
| 1985.     | Ћао, инспекторе                | монтажер                     |
| 1985.     | Жикина династија               | монтажер и асистент редитеља |
| 1986.     | Лепота порока                  |                              |
| 1986.     | Секула и његове жене           | монтажер                     |
| 1986.     | Протестни албум                | музички сарадник             |
| 1987.     | Краљева завршница              | монтажер                     |
| 1987.     | У име народа                   | монтажер                     |
| 1987.     | Стратегија швраке              |                              |
| 1988.     | Ортаци                         |                              |
| 1988.     | Сунцокрети                     |                              |
| 1988.     | Шпијун на штиклама             |                              |
| 1989.     | Диплома за смрт                |                              |
| 1989.     | Искушавање ђавола              |                              |
| 1990.е    |                                |                              |
| 1990.     | Скитам и снимам                | документарац                 |
| 1992.     | Мор                            |                              |
| 1995.     | Бабогредска компанија          | документарац                 |
| 2000.е    |                                |                              |
| 2002.     | Тајанствена Хрватска           |                              |
| 2004.     | Свјетло у тами                 |                              |
| 2007.     | Тесла                          |                              |
| 2006-2009 | Одмори се, заслужио си         |                              |
| 2010.     | Мирослав Булешић               |                              |
| 2015.     | Небески додир                  |                              |